# MATE

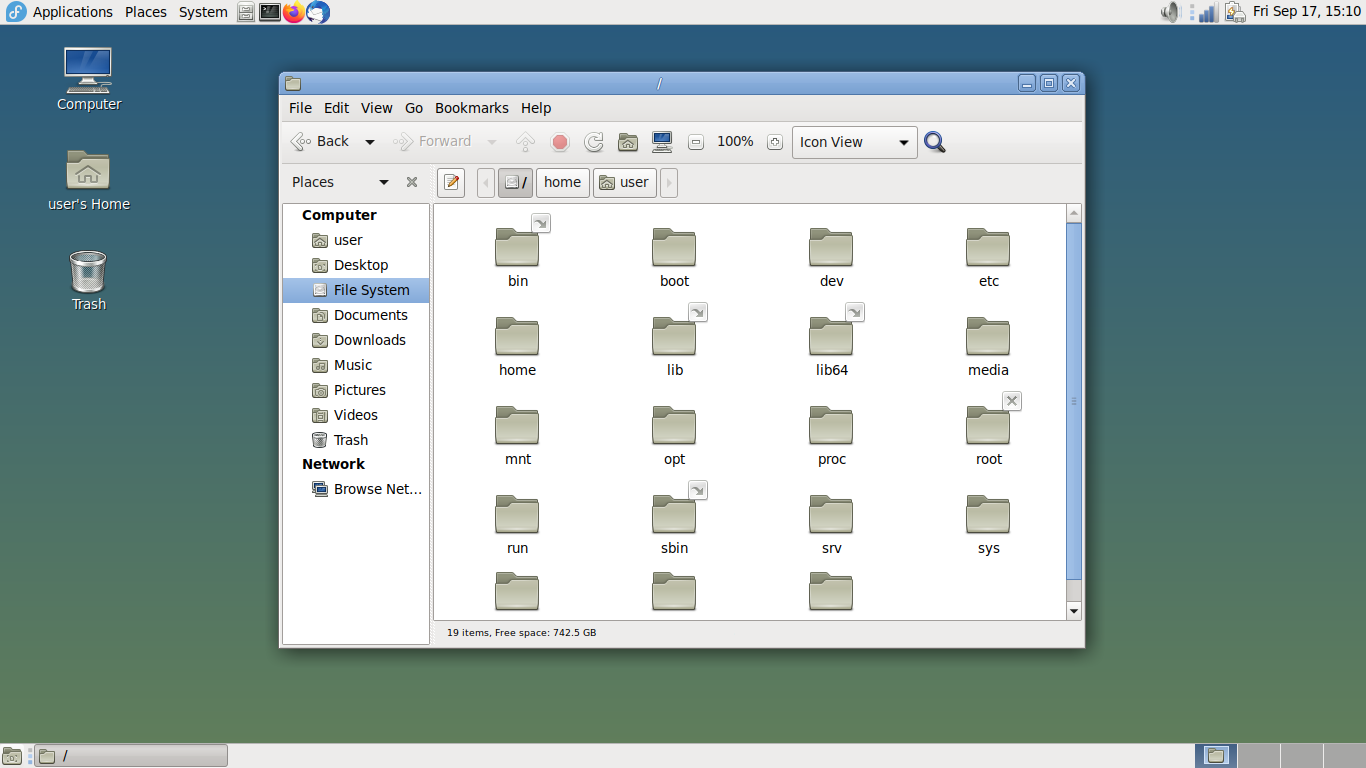
Pracovní plocha a správce souborů Caja

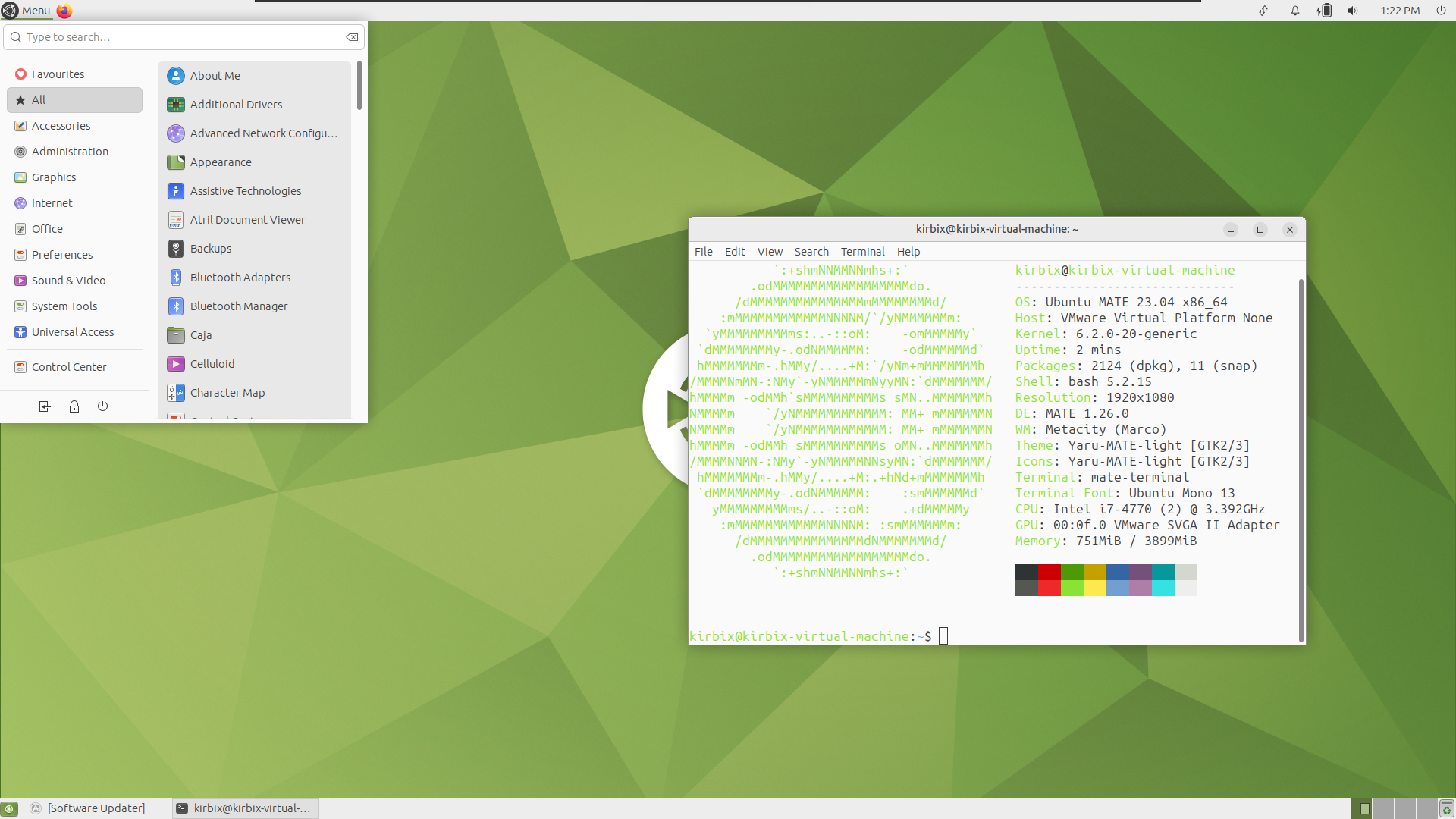
MATE verze 1.26 v Ubuntu MATE 23.04

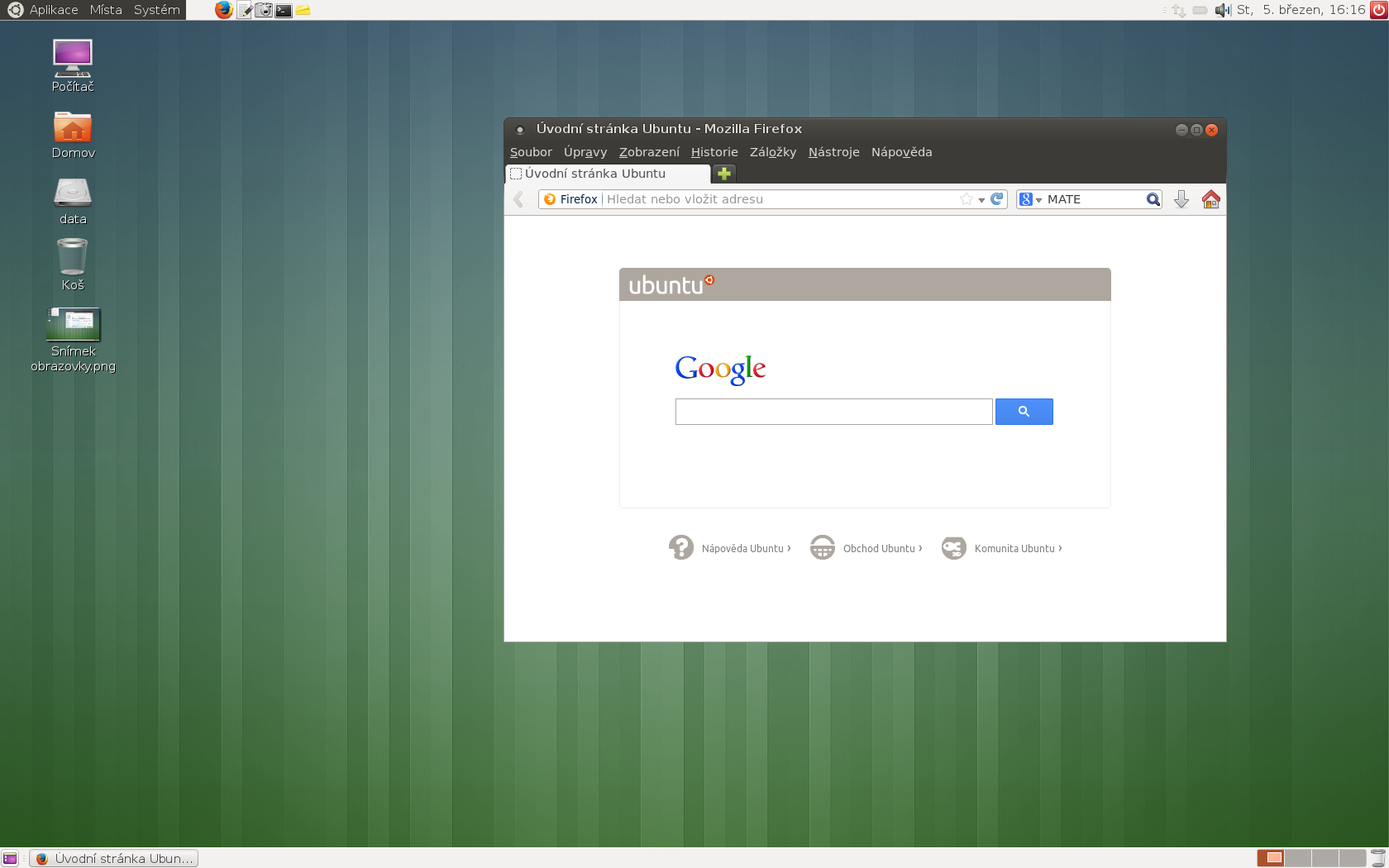
MATE verze 1.8 v Ubuntu 13.10

MATE Desktop Environment (anglická výslovnost [ˈmɑːtɛ]IPA, španělská [ˈmate]) je prostředí pracovní plochy pro unixové operační systémy s instalovaným X Window Serverem vzniklé jako fork prostředí GNOME verze 2.32. Je postaveno nad knihovnou GTK+. Projekt byl vytvořen jako reakce na kritiku části linuxové komunity za směr vývoje prostředí GNOME řady 3. Jméno „MATE“ pochází z yerba maté (cesmína paraguayská z čeledi cesmínovitých), druhu cesmíny původem ze subtropické Jižní Ameriky, jejíž listy obsahují kofein a jsou používány k přípravě oblíbeného jihoamerického nápoje s názvem Maté. Cílem MATE je intuitivní a atraktivní prostředí při zachování tradiční koncepce pracovní plochy.

## Historie
Vydání GNOME verze 3.0 sklízelo kritiku ze strany mnoha uživatelů i vývojářů za výrazně změněnou koncepci. Někteří z nich se proto rozhodli vytvořit novou vývojovou větev postavenou na základech posledního vydání GNOME řady 2. Pod novým názvem MATE a s novými názvy některých aplikací, aby se zabránilo konfliktu s GNOME řady 3. MATE může být nainstalováno souběžně s GNOME 3, což u GNOME 2 nebylo možné. MATE bylo nejprve založeno na GTK+ 2, nyní kompletně přešlo na GTK+ 3.

### Tabulka verzí
| Verze | Uveřejnění       | Poznámka |
| ----- | ---------------- | --- |
| 1.2   | 17. duben 2012   | Opraveny konflikty s GNOME, všechny konfigurační soubory byly přesunuty do ~/.config/mate. |
| 1.4   | 8. srpen 2012    | Zlepšena integrace s mate-keyring, byl vylepšen správce souborů Caja. |
| 1.6   | 2. duben 2013    | Odstranění a nahrazení některých zastaralých knihoven, vylepšena podpora pro systemd-logind, další vylepšení správce souborů Caja. |
| 1.8   | 4. březen 2014   | Především opravy, menší úpravy a vylepšení, podpora pro Metacity jako správce oken, funkce přichytávání oken, uživatelská příručka, a další. Některé specifické aplikace byly nahrazeny jejich GNOME ekvivalenty. |
| 1.10  | 11. červen 2015  | Experimentální podpora GTK+ 3, správce rozšíření pro správce souborů Caja, prohlížeč dokumentů Atril nyní podporuje formát souborů ePub, nová knihovna zvukového mixeru libmatemixer, dialogy zenity místo mate-dialogs. |
| 1.12  | 5. listopad 2015 | Opravy a vylepšování podpory GTK+ 3, výrazně lepší podpora touchpadů, vylepšena podpora více monitorů, rozšířena podpora systemd, ukončení podpory pro platformy win32 a macOS. |
| 1.14  | 8. duben 2016    | Dále vylepšena podpora GTK+ 3 v rámci celého MATE, MATE System Monitor a Mozo jsou již zcela portovány na GTK+ 3, plná podpora GTK+ 3.20 (poslední verze GTK v době vydání) ve všech motivech MATE, dekorace na straně klienta (client-side decorations) se nyní vykreslují správně ve všech motivech MATE, rozšíření správce souborů Caja mohou být nyní spravovány odděleně, v MATE Panel lze nyní měnit velikost ikon na panelu nabídek a v položkách nabídek, notifikace změny hlasitosti a jasu displeje lze nyní zapnout/vypnout, knihovna zvukového mixeru libmatemixer nově vyžaduje PulseAudio 2.0 či novější, byly odstraněny skripty pro migraci z MateConf.                                                     |
| 1.16  | 21. září 2016    | Další vylepšování GTK+ 3 kompatibility, migrace komponent na novější knihovny, opravování chyb a kódu. Aplikace a motivy podporují GTK+ 3.22. Engrampa, MATE Notification Daemon, MATE PolKit, MATE Session Manager, MATE Terminal už lze sestavit pouze proti GTK+ 3. Některé aplikace byly odděleny od libmate-desktop. Byly zahájeny práce na migraci aplikací z libunique na GtkApplication. |
| 1.18  | 13. březen 2017  | Vydání bylo zaměřeno na dokončení přechodu na GTK+ 3 a nahrazení některých starších součástí. Celá sada aplikací a komponent je nyní založena pouze na GTK+ 3, vyžaduje GTK+ verze 3.14 a novější, všechen GTK+ 2 kód byl odstraněn. Dokončil se přechod na GtkApplication, byla přidána podpora knihovny libinput pro myši a touchpady, dále byla vylepšena podpora přístupnosti, řadu vylepšení dostaly Caja, MATE Panel, Engrampa a Atril, systém zásuvných modulů a zásuvné moduly byly portovány na knihovnu libpeas. Kalkulačka MateCalc byla znovu začleněna a také portována na GTK+ 3. |
| 1.20  | 7. únor 2018     | Záměrem této verze byla stabilizace prostředí, nahrazení zastaralého kódu a jeho modernizace, opravování chyb. Přibyla podpora pro HiDPI displeje a proběhlo vylepšení správce oken Marco (podporuje DRI3 a XPresent), správce souborů Caja, MATE panelu a jeho appletů, prohlížeče dokumentů Atril, terminálu MATE a motivů vzhledu. Záložky nyní podporují umístění dle GTK+ 3. Pro sestavení MATE 1.20 jsou nyní vyžadovány knihovny GTK+ 3.22 a GLib 2.50 nebo novější. |
| 1.22  | 18. březen 2019  | Verze obsahuje mnoho kritických oprav chyb a vylepšení pod kapotou, většina projektů nyní přechází z dbus-glib na GDBus, řada programů byla portována do Pythonu 3, Panel MATE byl přepracován, aby fungoval s Waylandem, byla zlepšena podpora Metacity motivů ve správci oken Marco, správce souborů Caja nyní může volitelně zobrazovat upozornění na ploše o dlouhodobých operacích se soubory, Eye of MATE má přepracovaný postranní panel a lepší podporu metadat fotek a obrázků, mezi kartami v editoru Pluma lze nově přepínat pomocí klávesových zkratek či rolování myší, správce archivů Engrampa dostal přidanou podporu pro několik nových formátů komprese a novou funkci pauzy/restartu. A další vylepšení. |
| 1.24  | 10. únor 2020    | Vydání obsahuje spoustu nových funkcí, opravy chyb a obecná vylepšení. Mezi nejdůležitější patří: Lze nastavit, které aplikace se mají při spuštění zobrazovat. Engrampa podporuje několik dalších formátů, byla opravena podpora pro hesla a znaky unicode. Eye of MATE má nyní podporu pro Wayland a zabudované barevné profily. Bylo přepracováno generování náhledů souborů. Byla přidána podpora pro soubory WebP. Všechny ovládací prvky okna jsou nyní vykresleny v HiDPI. Démon oznámení nyní podporuje režim Nerušit. Výrazně zlepšena podpora kompatibility s Waylandem pro MATE Panel. Přidána podpora pro elogind. Byl také přidán nový nástroj MATE Disk Image Mounter.                                        |
| 1.26  | 3. srpen 2021    | Přidána podpora Waylandu pro Atril, System Monitor, editor Pluma, MATE Terminál a některé další komponenty. Větší vylepšení dostal editor Pluma a správce souborů Caja. Správce archivů Engrampa získal podporu pro soubory EPUB, archivy ARC a umí nově otevírat šifrované archivy RAR. Byla opravena spousta chyb, úniky paměti a byla modernizována kódová základna téměř všech součástí. Projekt má novou Wiki, která má usnadnit novým přispěvatelům připojení k projektu. |
| 1.28  | 27. února 2024   | Vydání 1.28 přineslo množství aktualizací zaměřených na modernizaci kódové základny při zajištění stability a robustnosti. Dále vylepšilo podporu Waylandu, přineslo aktualizace aplikací a opravy mnoha chyb. |
| 1.30  | plánováno        | |

## Nové názvy aplikací
Kromě samotného desktopového prostředí, byly přejmenovány i systémové aplikace přejaté z GNOME. Názvy vychází ze španělštiny.
| MATE          | GNOME 2        | Funkce              |
| ------------- | -------------- | ------------------- |
| Caja          | Nautilus       | správce souborů     |
| Pluma         | Gedit          | textový editor      |
| Eye of MATE   | Eye of GNOME   | prohlížeč obrázků   |
| Atril         | Evince         | prohlížeč dokumentů |
| Engrampa      | File Roller    | správce archivů     |
| MATE Terminal | GNOME Terminal | emulátor terminálu  |
| MateCalc      | Gcalctool      | kalkulátor          |
| Marco         | Metacity       | správce oken        |
| Mozo          | Alacarte       | editor menu         |

## Linuxové, BSD a UNIXové distribuce
Mezi distribuce obsahující desktopové prostředí MATE patří Alpine Linux, ALT Linux, AOSC OS, Arch Linux, Debian, Fedora, Gentoo, GNU Guix a GNU GuixSD, Linux Mint, Mageia, Manjaro, openSUSE, Parrot Security OS, PCLinuxOS, PLD Linux, Sabayon, Salix, Solus, Trisquel GNU/Linux, Ubuntu, Ubuntu MATE, Uruk GNU/Linux, Void Linux. Z dalších UNIXových distribucí GhostBSD, FreeBSD, OpenIndiana, TrueOS, OS108.